# Orsa (comuna)
Orsa (em sueco: Orsa kommun) é uma comuna da Suécia localizada no condado de Dalecárlia. Sua capital é a cidade de Orsa. Possui 1 731 quilômetros quadrados e segundo censo de 2018, havia 6 892 habitantes.